# Михајло Микашиновић
Михајло Микашиновић (1715 — Беч, 1774) био је први српски генерал (фелдмаршал-лајтнант) у Хабзбуршкој монархији. Године 1760. добио је баронску титулу, a 1766. је унапређен у фелдмаршал-лајтнант. Он је био први Србин који је добио племићку титулу барона, а да се није претходно одрекао православља и прихватио католицизам.
На црквеном сабору 1769. године није подржао аустријског кандидата за архиепископа, него је подржао горњекарловачког владику Данила Јакшића који је штитио српске интересе. Због тога је одмах послан из Осијека у Карловац. Његове активности и писање су биле праћене. 1771. је добио отказ. Сели се у Копривницу. Умире у Бечу 1774.